# Parafia św. Szczepana w Katowicach
Parafia św. Szczepana w Katowicach-Bogucicach – rzymskokatolicka parafia należąca do dekanatu Katowice-Bogucice archidiecezji katowickiej z siedzibą przy ulicy ks. L. Markiefki 89 w Katowicach, na terenie dzielnicy Bogucice. 
Jest to najstarsza parafia położona w granicach Katowic, której początki sięgają końca XIV wieku. Z niej wydzielono kilka innych katowickich wspólnot, w tym m.in. Mariacką, św. Józefa w Załężu czy św. Antoniego z Padwy w Dąbrówce Małej. Kościołem parafialnym jest bazylika św. Szczepana i Matki Bożej Boguckiej, wzniesiona w latach 1891–1894 w stylu neogotyku. Świątynia stanowi także sanktuarium maryjne z obrazem Matki Bożej Boguckiej.

## Historia

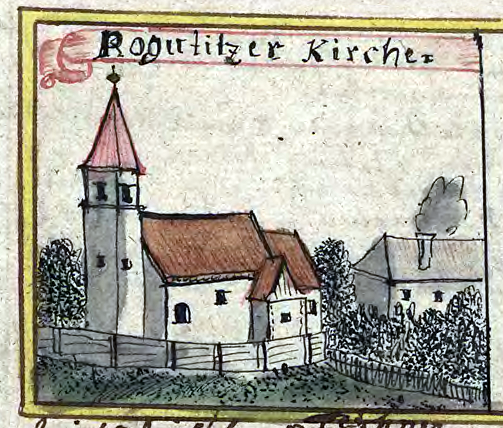
Ilustracja z Topografii Śląska F.B. Wernera z lat 1744–1768 przedstawiająca bogucicki kościół

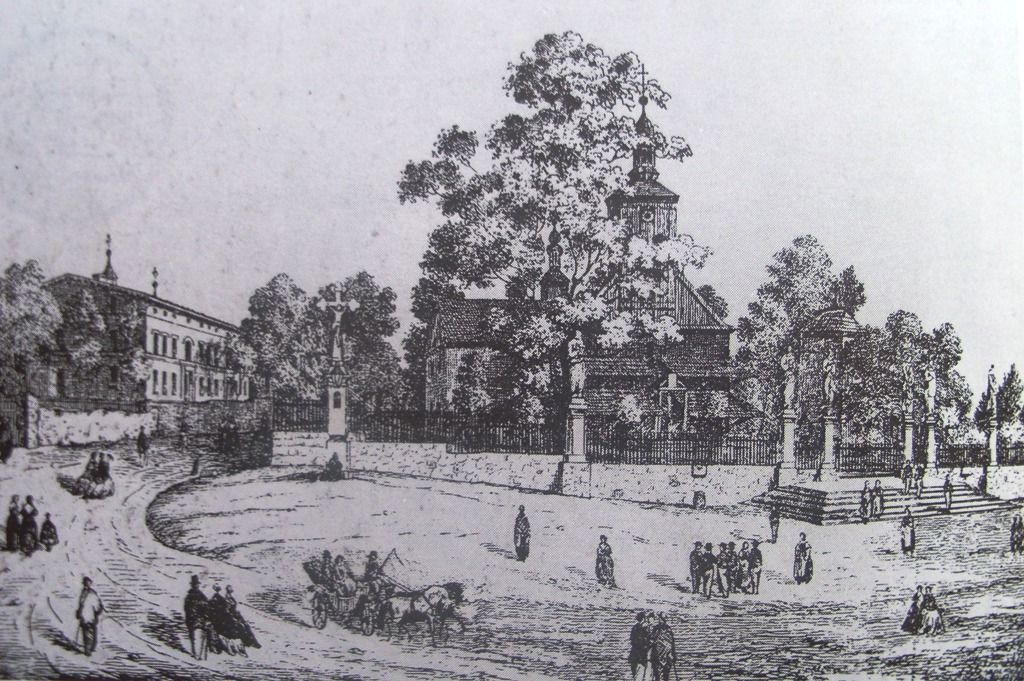
Litografia z połowy XIX wieku przedstawiająca istniejący wówczas drewniany kościół pw. św. Szczepana

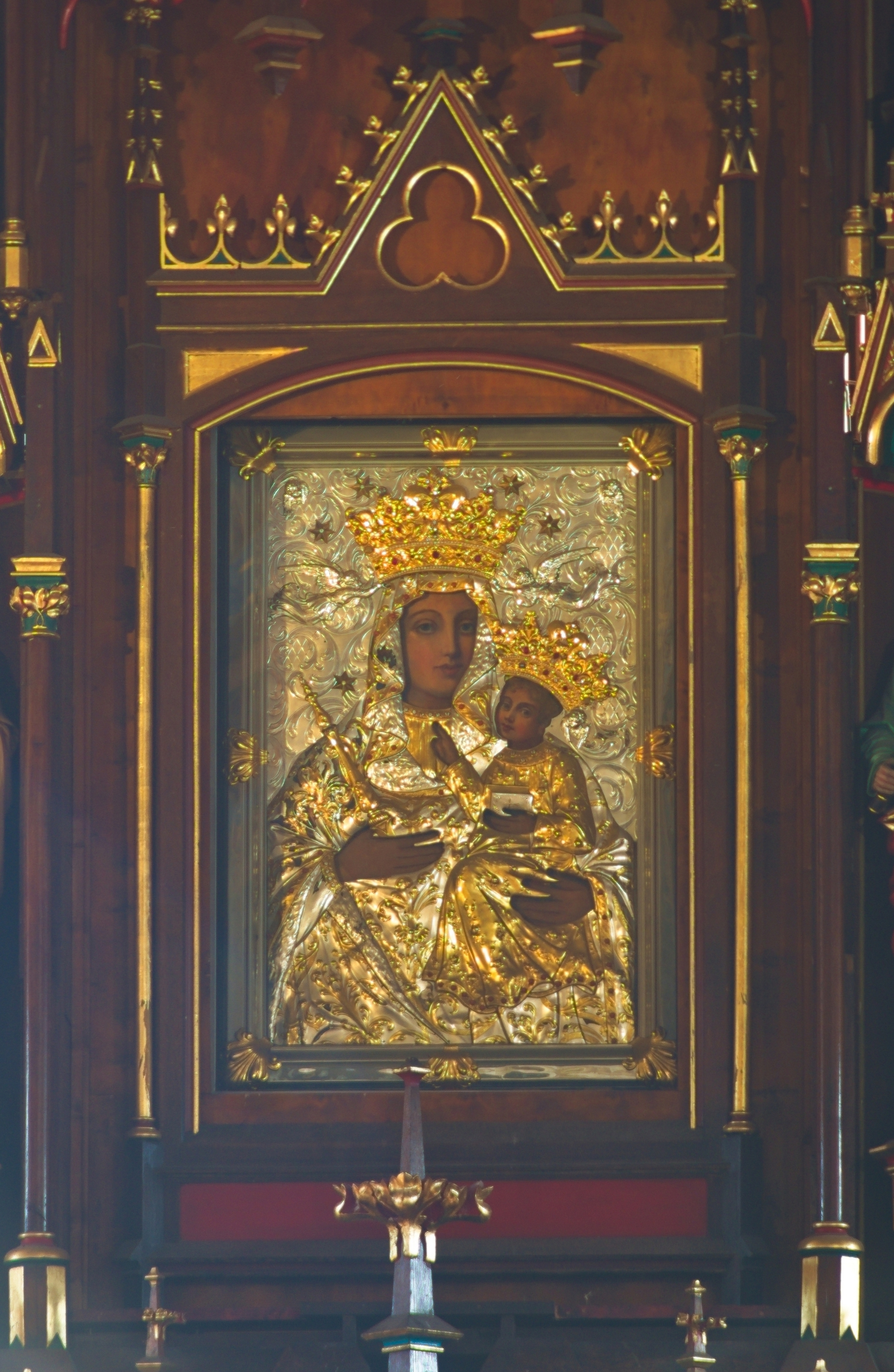
Obraz Matki Bożej Boguckiej w ołtarzu głównym bogucickiej bazyliki pw. św. Szczepana (2021)

Bogucicka parafia św. Szczepana to najstarsza rzymskokatolicka parafia w granicach Katowic, powstała pomiędzy 1374 a 1396 rokiem, lecz pierwsze wzmianki o jej istnieniu pochodzą z 1414 i 1529 roku. Najstarsza wzmianka o kościele parafialnym pw. św. Szczepana i św. Doroty oraz o jego proboszczu ks. Mikołaju pochodzą natomiast z 5 marca 1403 roku z dokumentu będącym zapisem rozprawy w sądzie grodzkim na zamku w Będzinie. Jest bardzo prawdopodobne, iż kościół w Bogucicach istniał już w 1397 roku, gdyż w dokumencie wówczas wydanym wskazano Bogucic i Załęża jako miejscowości należących do parafii w Mysłowicach. 
Kościół w Bogucicach w okresie reformacji nie został opanowany przez pastorów, lecz w latach 1571–1600 nie miał on swojego pasterza. W tym czasie do parafii św. Szczepana prócz Bogucic i Załęża należeli także wierni z Kuźnicy Boguckiej i powstałej przy niej około 1580 roku wsi Katowice, a także z Brynowa.
Najstarszy zachowany opis bogucickiego kościoła parafialnego pochodzi z akt wizytacji z 1598 roku. Był to obiekt drewniany, z wolnostojącą dzwonnicą. Powszechnie przyjmuje się, że ta świątynia była pierwszym kościołem parafialnym. W jej miejsce w 1773 roku postawiono nowy obiekt, także drewniany. Jego budowniczym był proboszcz ks. Florian Operkalski, a w okresie jego posługiwania w bogucickiej parafii pojawili się wikariusze. Kościół przetrwał do 1891 roku, kiedy to rozpoczęto jego rozbiórkę.
Prócz kościoła parafialnego na terenie parafii istniał kościół „na górce” wymieniony już w 1598 roku. Miał on charakter pątniczy i czczono z nim obraz Matki Bożej Boguckiej, dlatego też ściągało do niego wielu wiernych, także z dalszych rejonów. W tym okresie wierni najliczniej gromadzili się w odpust Nawiedzenia Najświętszej Maryi Panny. Z czasem kult ten uczynił z Bogucic znane sanktuarium maryjne co spowodowało, że duszpasterstwo rozwijało się w dwóch ośrodkach: przy kościele parafialnym i przy kościele „na górce”. Apogeum ruchu pielgrzymkowego zanotowano w 1929 roku, kiedy to przybyło 60-70 tys. pątników. W tamtym okresie związany był on z odpustem Matki Bożej Szkaplerznej.
Pod koniec XVIII wieku Bogucice przynależały wraz z 33 innymi parafiami do dekanatu bytomskiego, który był jednym z 22 dekanatów archidiakonatu krakowskiego w diecezji krakowskiej. W 1791 roku bogucicka parafia liczyła 1 360 wiernych, w tym 1 020 dorosłych i 340 dzieci. W 1811 roku biskup krakowski Andrzej Gawroński wydał dokument, na mocy którego oddał on tymczasowo jurysdykcję nad dekanatem bytomskim biskupowi wrocławskiemu
Na terenie parafii w Bogucicach z biegiem lat wyodrębniono kilka osobnych wspólnot. Pierwsza parafia na terenie ówczesnych Katowic, Niepokalanego Poczęcia Najświętszej Maryi Panny, została erygowana 14 czerwca 1873 roku. 20 kwietnia 1896 roku erygowano parafię św. Józefa w Załężu. 1 kwietnia 1911 roku utworzono parafię św. Antoniego z Padwy w Dąbrówce Małej, a miejscowość ta należała do parafii bogucickiej od początku XVIII wieku. 1 stycznia 1927 roku została wyodrębniona lokalia w Zawodziu, podniesiona do rangi parafii Opatrzności Bożej 20 grudnia 1957 roku. 2 grudnia 1939 roku powołano lokalię Najświętszego Serca Pana Jezusa na Koszutce, która powstała przy kaplicy misjonarzy oblatów Maryi Niepokalanej  z 1937 roku. 
Szczególnie zasłużonym proboszczem bogucickiej parafii był. ks. Leopolda Markiefka. Założył on w Bogucicach dwie instytucje o charakterze dobroczynnym, które były odpowiedzią na pogarszającą się sytuację społeczną w Bogucicach i okolicznych osadach spowodowaną gwałtownym procesem uprzemysłowienia regionu i wzrostowi liczby ludności. Pierwszą z tych instytucji był dom sierot, który był osobistą fundacją ks. Leopolda Markiefki. Został on poświęcony i otwarty 26 marca 1858 roku. Pracę w nim rozpoczęły boromeuszki, które przybyły z Nysy. Drugą instytucją był szpital prowadzony przez braci bonifratrów. Zaczął on przyjmować chorych 6 września lub 21 października 1874 roku.
W odpust Matki Bożej Szkaplerznej 17 lipca 1892 roku ks. Józef Michalski z Lipin poświęcił kamień węgielny pod nową świątynię. Została ona wzniesiona w latach 1892–1894, a jego budowniczym był bogucicki proboszcz ks. Ludwik Skowronek. Świątynię konsekrował 24 października 1894 roku biskup wrocławski kard. Georg Kopp. Wraz powstaniem kościoła parafialnego przeniesiono do niego obraz Matki Bożej Boguckiej, który od 1954 roku eksponowany jest w ołtarzu głównym.
4 czerwca 2000 roku nuncjusz apostolski w Polsce abp Józef Kowalczyk dokonał koronacji obrazu Matki Bożej Boguckiej, a korony zostały poświęcone przez papieża Jana Pawła II. 7 października 2002 roku abp Damian Zimoń ustanowił kościół parafialny w Bogucicach sanktuarium Matki Bożej Boguckiej, a 21 czerwca 2015 roku nuncjusz apostolski w Polsce abp Celestino Migliore nadał świątyni tytuł bazyliki mniejszej.

## Proboszczowie

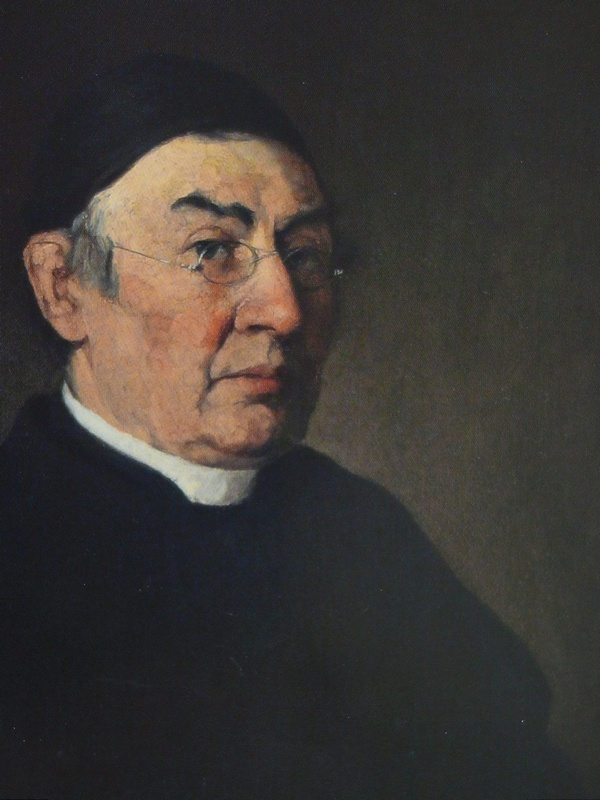
Portret ks. Leopolda Markiefki –administratora parafii w latach 1839–1843 i proboszcza w latach 1843–1882

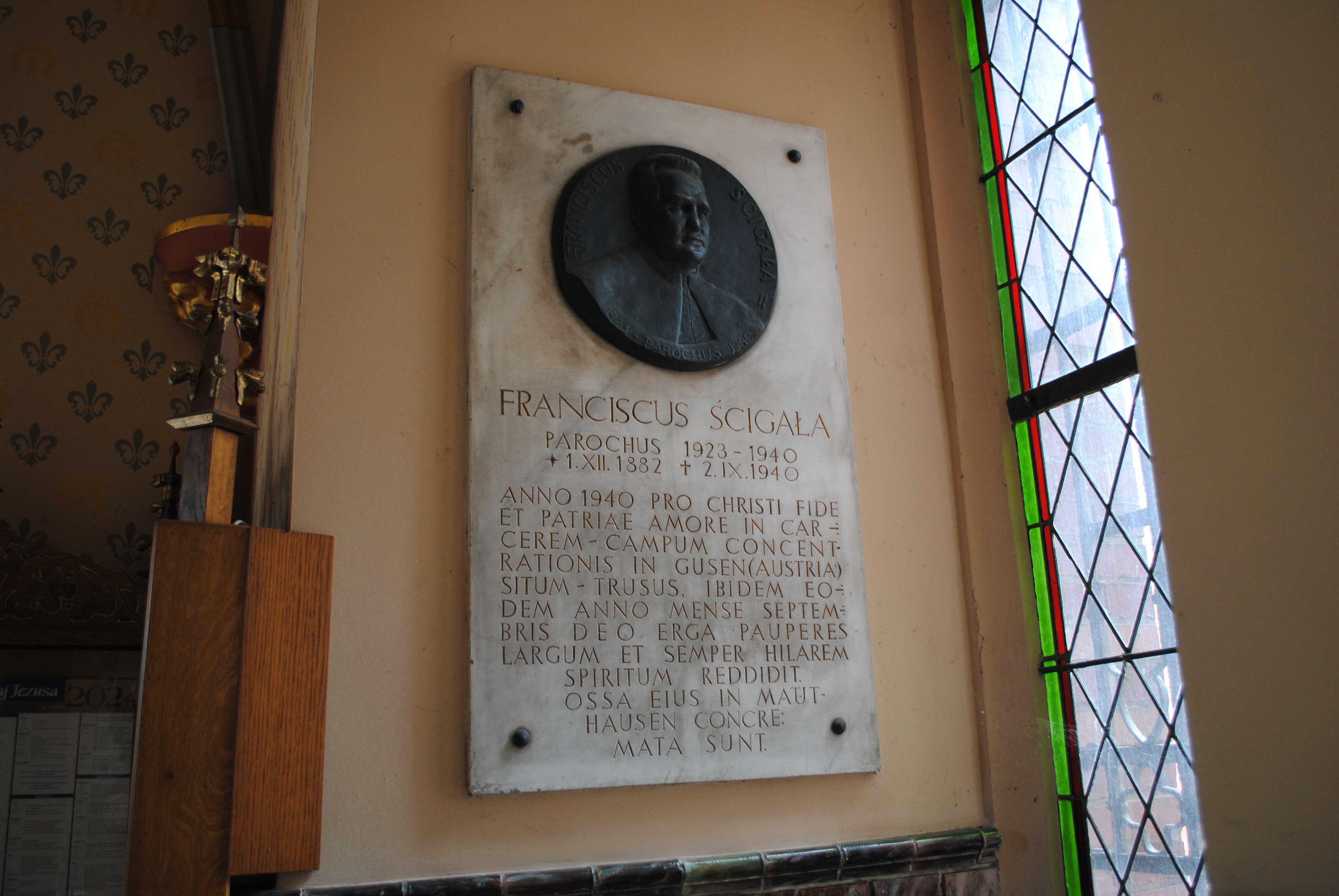
Tablica upamiętniająca ks. Franciszka Ścigałę – proboszcza bogucickiej parafii w latach 1923–1940

- ks. Mikołaj (wzmianka w 1403)[21]
- ks. Piotr (wzmianka w 1529)[22]
- ks. Marcin z Koziegłów (zmarł w 1572)[22]
- ks. Jan Sochacki (wzmianka w 1619)[8]
- ks. Wawrzyniec Chursinus (przed 1628–1660)[8]
- ks. Kazimierz Wydrzych (1660–1687)[8]
- ks. Stanisław Starzyński (1687–1703)[8]
- ks. Antoni Jerzy Mieroszowski (1703–ok. 1717)[8]
- ks. Mateusz Nieszporkiewicz (ok. 1717–po 1720)[8]
- ks. Jakub Piereszkiewicz (ok. 1738–1746)[8]
- ks. Antoni Brysch (1746–1768)[8]
- ks. Wawrzyniec Pieńciński (1768–1770)[8]
- ks. Florian Operkalski (1771–1784)[8]
- ks. Jan Zając (1784–1796)[23]
- ks. Mateusz Zając (1796–1819)[23]
- ks. Mateusz Szczepański (1819–1821)[23]
- ks. Jan Ociepka (1822–1836)[24]
- ks. Jan Frieben (wikariusz powiatowy 1836)[24]
- ks. Ludwik Markiefka (1836–1839)[24]
- ks. Leopold Markiefka (administrator 1839–1843, proboszcz 1843–1882)[24]
- ks. Juliusz Bronder (wikariusz powiatowy 1883-1886, proboszcz 1886–1888)[24]
- ks. Ludwik Skowronek (administrator 1888–1889, proboszcz 1889–1922; formalnie do 1923)[25][24]
- ks. Wiktor Otręba (administrator 1922–1923)[25]
- ks. Franciszek Ksawery Ścigała (1923–1940)[25]
- ks. Maksymilian Siwoń (substytut 1940)[26]
- ks. Leon Ligoń (administrator 1940–1945)[26]
- ks. Jan Masny (administrator 1945)[26]
- ks. Józef Brzenska (administrator 1946–1951)[26]
- ks. Alfons Tomaszewski (administrator 1951–1957, proboszcz 1957–1972)[26]
- ks. Józef Oleś (1972–1993)[26]
- ks. Jan Morcinek (1993–2018)[27]
- ks. Tomasz Wiosna (2018–2019)[27]
- ks. Krzysztof Sitek (od 2019)[28]

## Kościół parafialny oraz inne obiekty

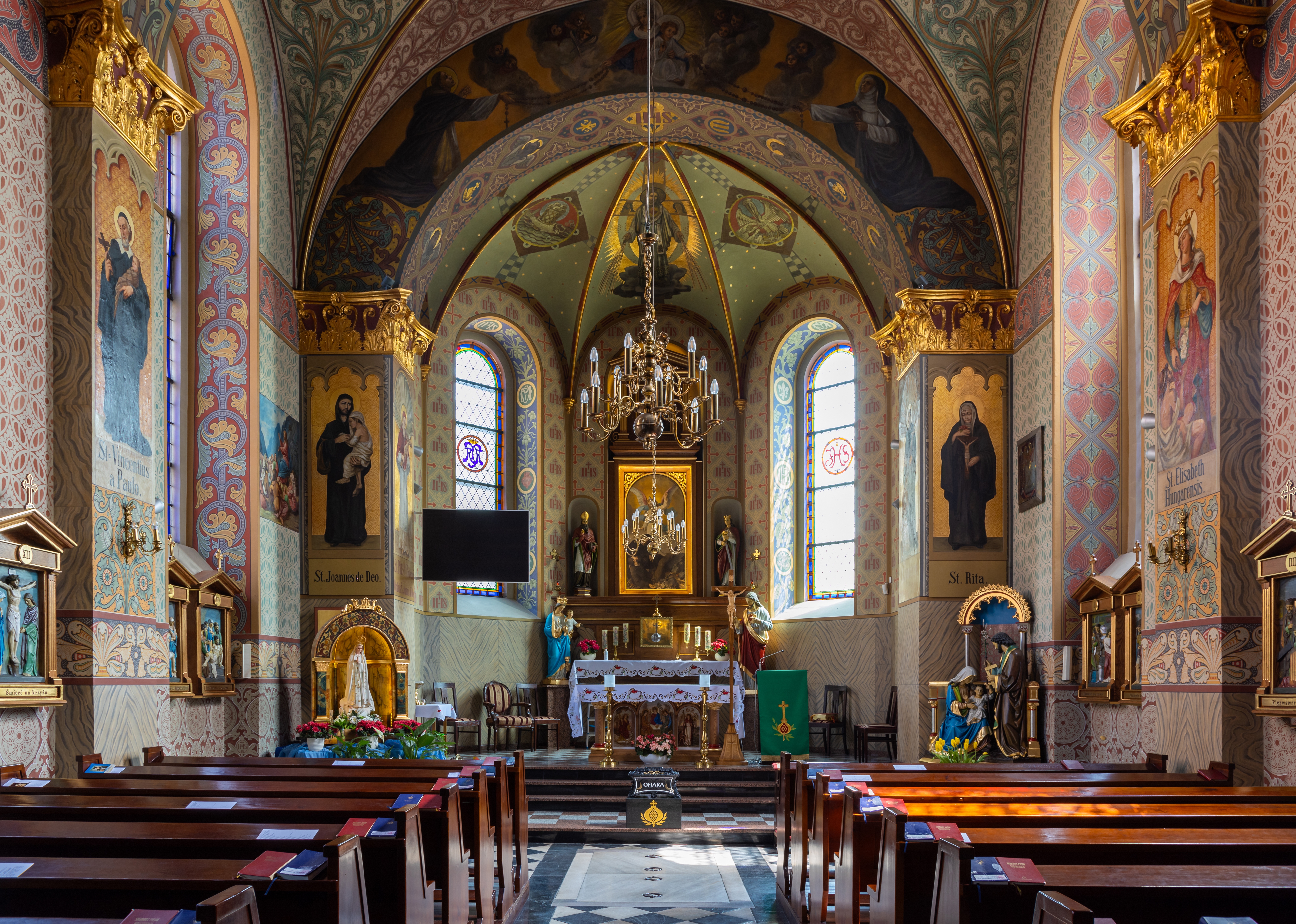
Wnętrze kaplicy śś. Aniołów Stróżów przy Szpitalu Zakonu Bonifratrów pw. Aniołów Stróżów

Kościołem parafialnym parafii św. Szczepana jest bazylika pw. św. Szczepana i Matki Bożej Boguckiej, położona przy skrzyżowaniu ulic ks. L. Markiefki i Leopolda. Wzniesiona została latach 1891–1894 prawdopodobnie według projektu Paula Jackischa w stylu neogotyku ceglanego. Jest to trójnawowa świątynia, wzniesiona na planie krzyża łacińskiego, z prostokątnym prezbiterium zakończonym apsydą. Posiada kwadratową wieżę na osi głównej nawy, nakrytą ostrosłupowym hełmem ze sterczynami u nasady.
Prócz kościoła parafialnego, na terenie parafii znajdują się następujące obiekty:
- Kaplica śś. Aniołów Stróżów przy Szpitalu Zakonu Bonifratrów pw. Aniołów Stróżów (ul. ks. L. Markiefki 87)[25],
- Kaplica w Domu Prowincjalnym Sióstr Jadwiżanek (ul. Leopolda 1-3)[25],
- Kaplica w Centrum Rodziny im. św. Józefa (ul. Karoliny 15)[25][30],
- Kaplica Miłosierdzia Bożego na probostwie (ul. ks. L. Markiefki 89)[25].

## Działalność duszpasterska

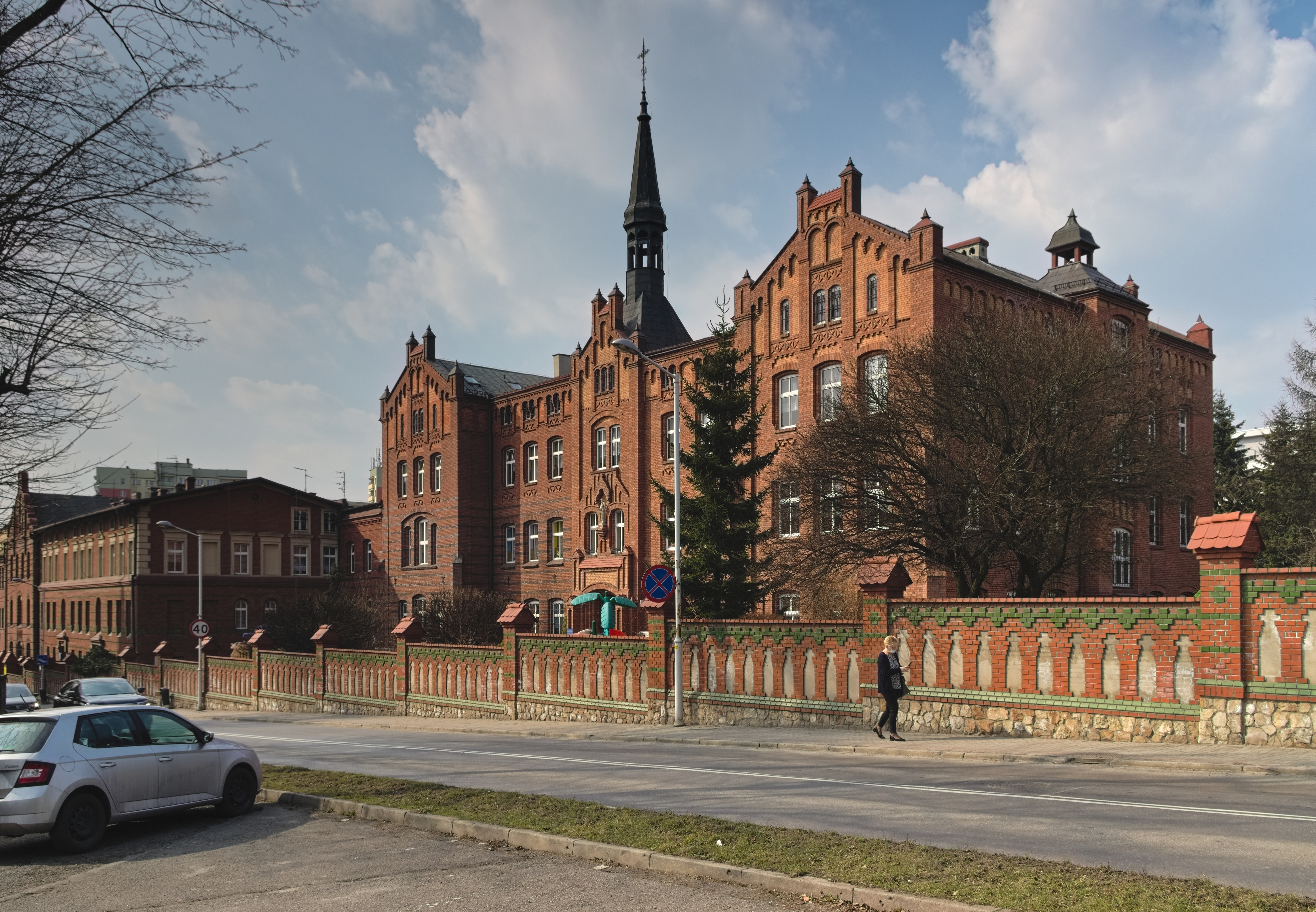
Siedziba Zgromadzenia Sióstr św. Jadwigi (ul. Leopolda 1-3)

Parafia św. Szczepana ma swoją siedzibę przy ulicy ks. L. Markiefki 89 w Katowicach, na terenie dzielnicy Bogucice. Przynależy ona do dekanatu Katowice-Bogucice archidiecezji katowickiej. W 2005 roku parafia liczyła ok. 17,3 tys. katolików. W kościele parafialnym w dni powszechne odprawiane są cztery msze św., w soboty trzy, a w niedziele osiem. Ponadto odbywają się tutaj różnego rodzaju nabożeństwa, w tym m.in. sanktuaryjne nabożeństwo maryjne czy w pierwsze niedziele miesiąca nabożeństwo specjalne do Matki Bożej Boguckiej.
Na terenie parafii św. Szczepana swoje domy zakonne mają bonifratrzy (ul. ks. L. Markiefki 87), jadwiżanki (Dom Prowincjalny; ul. Leopolda 1-3) oraz marianki (ul. Karoliny 15). 
Na północ od bazyliki, przy ulicy Leopolda 1-3 swoją siedzibę ma Zgromadzenie Sióstr św. Jadwigi, w którym jadwiżanki prowadzą ośrodek wychowawczy dla dzieci i młodzieży, a także przedszkole. Pojawiły się one w Bogucicach w grudniu 1866 roku. Na południe od bazyliki znajduje się klasztor bonifratrów, którzy prowadzą Szpital Zakonu Bonifratrów pw. Aniołów Stróżów otwarty we wrześniu 1874 roku. Siedziba placówki mieści się przy ulicy ks. L. Markiefki 87.
Parafia św. Szczepana zarządza cmentarzem położonym przy ulicy W. Wróblewskiego. Jest to najstarsza nekropolia w Katowicach, której pierwsza wzmianka pochodzi z 1598 roku. Na głównej alejce stoi kaplica Najświętszego Serca Pana Jezusa, wzniesiona w miejscu kościoła „na górce” pw. Nawiedzenia Najświętszej Maryi Panny, a nieopodal znajduje się także kaplica Ogrójca.

## Zasięg parafii
Do bogucickiej parafii św. Szczepana przynależą wierni z następujących ulic i placów w Katowicach: ks. F. Blachnickiego, ks. N. Bończyka, Brzozowa (nry nieparzyste), Górna, Grabonia, K. Hoppego, Karoliny, Karpacka, Katowicka (część), Z. Koniarkowej, Kowalska, Krakusa, J.I. Kraszewskiego, Kujawska, Kurpiowska, Leopolda, Lubuska, Ludwika, Łużycka, ks. L. Markiefki, K. Mieroszewskiego, Modrzewiowa, Morawska, Morwowa (część), Nadgórników, Na Obrzeżu, Normy, Nowa, Nowotarska, Piotra, Podhalańska, Puławska, Ryszarda, Sandomierska, Sztygarska, ks. F. Ścigały, W. Wajdy, Węglana, Wiązowa, Wiślana, Wrocławska, W. Wróblewskiego, Zakopiańska i B. Żogały.